# 张孟滨
张孟滨（1962年—），江西泰和人，中国人民解放军少将。

## 生平
张孟滨曾任中国人民解放军陆军第四十一集团军某师政治委员、中国人民解放军陆军第四十一集团军副政治委员。2016年2月出任新组建的中国人民解放军南部战区陆军政治工作部主任。2016年8月，中国人民解放军陆军第四十二集团军政治委员陈杰调任中国人民解放军南部战区陆军副政治委员，张孟滨接任陆军第四十二集团军政治委员。2017年3月，调任新组建的中国人民解放军陆军第八十二集团军政治委员。2021年1月，出任江苏省军区政治委员。